# Stefan Tornberg
Carl Stefan Tornberg,  född 7 februari 1957 i Nedertorneå-Haparanda församling i Norrbottens län, är en svensk politiker (centerpartist) och sjuksköterska, som var riksdagsledamot 2006–2010, invald för Norrbottens läns valkrets.

## Biografi
Efter vårdlinjen på Tornedalsskolan i Haparanda arbetade Tornberg på akutmottagningen på Huddinge sjukhus. Tornberg blev 1976 elev vid landstingets sjuksköterskeskola i Boden och utexaminerades som sjuksköterska 1977; därefter arbetade han som sjuksköterska vid Luleå lasarett. År 1980 efterträdde han Per-Ola Eriksson som politisk redaktör på tidningen Norrbottningen i Luleå där han senare blev chefredaktör och verkställande direktör. Från 1988 till 1992 var Tornberg informationssekreterare och biträdande informationschef på Högskolan i Luleå.
Tornberg har varit heltidspolitiker sedan 1992 då han blev partiombudsman för Centerpartiet i Norrbotten. År 1994 blev han gruppledare för Centerpartiet och oppositionslandstingsråd i Norrbottens läns landsting.
Under mandatperioden 2006–2010 var Tornberg riksdagsledamot, invald för Norrbottens läns valkrets. I riksdagen var han ledamot i konstitutionsutskottet och Nordiska rådets svenska delegation 2006–2010 samt suppleant i socialförsäkringsutskottet.
Efter tiden som riksdagsledamot var han åter gruppledare för Centerpartiet i Norrbottens läns landsting och oppositionslandstingsråd fram till och med 2015.
2015 flyttade Stefan Tornberg till Nordmaling där han arbetat som partiombudsman för Centerpartiet i Västerbotten fram tills han gick i pension efter valet 2022.

## Utbildning
- Gymnasiets vårdlinje vid Tornedalsskolan, Haparanda
- Norrbottens läns landstings sjuksköterskeskola, Boden 1976–1977
- Värnplikt vid Norrbottens flygflottilj i Luleå som sjuksköterska/gruppbefäl 1979

## Uppdrag i Centerpartiet
- Ordförande för Centerns Ungdomsförbund i Norrbotten 1977–1980
- Ledamot i Centerns Ungdomsförbunds förbundsstyrelse 1979–1982
- Ordförande för Centerpartiet i Norrbotten 1999–2012
- Ordförande i Luleå Östra Centerpartiavdelning
- Kassör i Luleå Stads Centerpartiavdelning 2005–2007
- Ordförande i Luleå Stads Centerpartiavdelning 2007–2009
- Ledamot i Centerpartiets valberedning
- Ordförande i Centerpartiets valberedning 2006–2011
- Kassör i styrelsen för Centerpartiets kommunkrets i Luleå 2010-2011
- Ordförande för Centerpartiets kommunkrets i Luleå 2012-14
- Ordförande i valberedningen för Centerpartiet i Norrbotten 2012-14

## Övriga politiska uppdrag
- Ledamot av Norrbottensteaterns styrelse 1979–1982, 2002–2004
- Ledamot i sjukvårdsdirektionen för Luleå-Boden 1982–1988
- Ledamot i styrelsen för Luleå hamn 1991–1994
- Ledamot i landstingsstyrelsen, Norrbottens läns landsting 1994–2006, 2011-
- Ersättare i landstingsförbundets styrelse 2003–2007
- Ledamot i presstödsnämnden 2007–
- Ordförande för Mittengruppen i Nordiska rådets svenska delegation 2007–2010
- Ledamot i Mittengruppens styrelse i Nordiska Rådet 2007–2010
- Ledamot i Datainspektionens insynsråd 2008–2011
- Ledamot av Säkerhets- och integritetsskyddsnämnden 2012-
- 2:e vice ordförande i direktionen för Norrlandstingens Regionförbund
- Ledamot i landstingets och kommunernas gemensamma kulturberedning
- SKL:s beredning för tillväxt och regionalutveckling

## Utredningsuppdrag
- Offentlighets- och sekretesskommittén SOU 2001:3, SOU 2002:97, SOU:2003:99, SOU 2004:75
- 2002 års vårdnadsutredning SOU 2005:43
- Ansvarskommittén SOU 2007:10-13
- Yttrandefrihetskommittén Ju 2003:04
- Namnlagskommittén
- Demokratiutredningen
- 2020:års JO-utredning.